# Château d'Airvault
Le château d'Airvault est un château médiéval situé sur la commune française d'Airvault dans le département des Deux-Sèvres et la région Nouvelle-Aquitaine.
La ville d’Airvault s’étale dans la vallée du Thouet autour de deux monuments classés, l’abbaye et l’église Saint-Pierre, dominés par la citadelle bâtie sur une colline. Cette position stratégique en faisait au Moyen Âge une partie importante du puissant système défensif de la cité.

## Historique
Le château d'Airvault a été construit sur un ancien castrum
Le château fut assiégé et conquis en 1207 par Philippe Auguste.
Le 22 septembre 1565, Jean Ysoré, baron d’Airvault eut l’honneur d’accueillir Charles IX et le petit prince de Navarre (futur roi Henri IV).
Le 3 octobre 1569, après la bataille de Moncontour qui vit la victoire du duc d’Anjou (le futur Henri III), Gaspard de Coligny qui commandait les calvinistes battus ordonna de mettre le feu au château pour se venger de René Ysoré (fils de Jean Ysoré) qui avait contribué à sa défaite. Incendié, le château fut abandonné par ses seigneurs.
Au début du XXe siècle le propriétaire construisit un logement dans la basse-cour.
Les vestiges de l'ancien château ont été inscrits monument historique le 3 octobre 1929 puis classés  le 24 septembre 2007 pour ce qui est de l'enceinte et de ses tours, des vestiges de la barbacane et des sols.

## Le château
Le château d'Airvault est considéré par l’historien Henri Bodin  comme « un des rares spécimens qui reste de l’architecture militaire du XIe siècle ». De cette époque demeure l’enceinte avec ses deux tours découronnées et son donjon dont la silhouette bien conservée marque le paysage urbain.
Les bâtiments à l’intérieur de l’enceinte ont remplacé aux XIVe et XVe siècles les constructions d’origine.
Selon Henri Bodin, le château a été construit sur l’emplacement de l’ancien oppidum gaulois et les bâtisseurs du château se sont inspirés des tours carrées de cet ancien oppidum et de la façon de les poser sur les remparts. C’est cette particularité de construction qui permet de dater le château d’Airvault à minima du XIe siècle (Certains pensent qu’il serait antérieur au début de la construction de l’église).
Le château comporte une enceinte dont le crénelage a été arasé dans les années 1940. Deux tours quadrangulaires rajoutée en biais aux angles de l'enceinte sur le rempart sont datées du XIIIe ou XIVe siècle. Le châtelet rectangulaire, défendu par une bretèche et des hourds, est percé d'une porte à herse et assommoir donnant accès à la cour. 
Le logis principal du XVe siècle est situé le long de la courtine ouest. Parmi les dépendances subsistent la prison avec ses deux cellules voûtées et éclairées par une meurtrière et une écurie.